# Konstantin Sergejewitsch Alexejew
Konstantin Sergejewitsch Alexejew (russisch Константин Сергеевич Алексеев; * 26. Februar 1988 in Nowosibirsk, Russische SFSR) ist ein russischer Eishockeyspieler, der seit Dezember 2016 erneut beim HK Sibir Nowosibirsk aus der Kontinentalen Hockey-Liga unter Vertrag steht.      

## Karriere
Konstantin Alexejew begann seine Karriere als Eishockeyspieler in seiner Heimatstadt in der Nachwuchsabteilung des HK Sibir Nowosibirsk, in der er bis 2005 aktiv war. Anschließend gab er in der Saison 2005/06 sein Debüt im professionellen Eishockey für Energija Kemerowo aus der Wysschaja Liga, der zweiten russischen Spielklasse. Seit 2006 spielt der Verteidiger regelmäßig für den HK Sibir Nowosibirsk. Zunächst nahm er mit der Mannschaft am Spielbetrieb der Superliga teil und ab der Saison 2008/09 an der neu gegründeten Kontinentalen Hockey-Liga.
Nach zehn Jahren in Nowosibirsk verließ er den Verein im Mai 2016 und unterschrieb einen Vertrag beim HK ZSKA Moskau.

## Statistik
(Stand: Ende der Saison 2018/19)